# Diphysa floribunda
Diphysa floribunda är en ärtväxtart som beskrevs av Johann Joseph Peyritsch. Diphysa floribunda ingår i släktet Diphysa och familjen ärtväxter. Inga underarter finns listade i Catalogue of Life.